# 1996 Голяма награда на Япония
1996 Голяма награда на Япония е 12-о за Голямата награда на Япония и шестнадесети последен кръг от сезон 1996 във Формула 1, провежда се на 13 октомври 1996 година на пистата Судзука в Судзука, Япония.
Световен шампион стана пилота на Уилямс-Рено Деймън Хил. Мартин Брандъл записа последните си точки за сезона и последно състезание за него.
1996 Голяма награда на Япония маркира за първи път събитието да е последен кръг от сезона след 1977. Преди това Голямата награда на Австралия е финалното състезание за периода 1985 – 1995.
Съперниците за титлата, Жак Вилньов и Деймън Хил стартират заедно на първата редица за отбора на Уилямс като Хил изиостава само на 0.4 секунди от канадеца и с 0.7 пред Михаел Шумахер от Ферари.
Преди началото на състезанието Макларън-а на Дейвид Култард затъна на стартовата позиция което принуди останалите състезатели да направят още една загрявачна обиколка. Самият той трябваше да стартира на последната стартова позиция. Хил пое колоната към първия завой пред Герхард Бергер, Мика Хакинен, Шумахер, Еди Ървайн, Вилньов, Жан Алези и Хайнц-Харалд Френтцен. Макар Алези да е 7-и той отпадна от състезанието след като загуби контрол върху болида си, вероятно ударен от Френтцен или Мартин Брандъл, принуждавайки да удари бетонната стена. След лошия старт на Вилньов той изостава на 3 секунди от съотборника си който от своя страна е притискан здраво от единствения Бенетон останал на състезанието и то е на Бергер. Проблемите на Култард продължиха, след като трябваше да спре при механиците си. Бергер направи опит за изпреварване срещу Хил но не е успешно като повреди предното си крило на шикана. Това даде шанс на Хил да се откъсне пред останалите докато австриеца спря при своите механици за смяна на предното крило, връщайки се на 11-а позиция. Началото на 9-а обиколка класирането е Хил, Хакинен, Шумахер, Ървайн, Вилньов и Брандъл. Канадецът успя да се пребори с Ферари-то на Ървайн за 4-та позиция, преди да спре в бокса за смяна на гуми. Педро Диниз напусна състезанието със завъртане на неговия Лижие в 13-а обиколка и също така това е последното състезание за него в този отбор преди да се състезава за Ероуз следващата година. Вилньов продължаваше да пробива през колоната, след неговия му пит-стоп като изпревари няколко пилоти. Шумахер също спря в бокса запазвайки 3-та позиция пред пилота на Уилямс. Хил и Хакинен също спряха при своите механици като излязоха 1-ви и 3-ти с Шумахер на 2-ра позиция и Вилньов 4-ти. Рикардо Росет получи наказание за преминаване на пит-лейна, след като блокира изпреварването на Тирел-а на Укио Катаяма като японеца трябваше да замени предното крило. Вторите спирания започнаха и по-голямата част на пилотите в челото спряха за смяна на гуми. Обиколка 34 и класирането е Хил, Хакинен, Шумахер, Ървайн, Бергер и Вилньов. Лидерът също спря за втори път като запази позицията си близо до Ферари-то на Шумахер. Вилньов направи най-бърза обиколка с време 1:44.043 на 34-та обиколка. Всичко изглеждаше че Вилньов ще запази 5-а позиция, преди в 37-ата обиколка задна дясна гума на Уилямс-а излезе и с това края на състезанието, като това гарантира титлата на Хил дори и да отпадне от състезанието. Катаяма също напусна състезанието с повреда на своята Ямаха на Тирел 024. Ървайн и Бергер се удариха на шикана, като потърпевш е Ървайн отпадайки от състезанието. Деймън нямаше никакви проблеми, като не само печели състезанието но и шампионската титла с 19 точки пред Вилньов. Михаел Шумахер и Мика Хакинен завършиха 2-ри и 3-ти запълвайки подиума. Герхард Бергер, Мартин Брандъл и Хайнц-Харалд Френтцен също завършиха състезанието в точките като за Брандъл това е последното му състезание в неговата кариера.
Също така това е последния път в който британската телевизия ББС предава на живо състезанията във Формула 1 през 1978 – 1996. От следващата година ITV друга британска телевизия предава състезанията до 2009 където отново ББС връща правата за предаване на живо за Формула 1.

## Класиране

### Квалификация
| Поз | No | Пилот                | Конструктор       | Време    | Разл.  |
| --- | -- | -------------------- | ----------------- | -------- | ------ |
| 1   | 6  | Жак Вилньов          | Уилямс-Рено Ф1    | 1:38.909 |        |
| 2   | 5  | Деймън Хил           | Уилямс-Рено Ф1    | 1:39.370 | +0.461 |
| 3   | 1  | Михаел Шумахер       | Ферари            | 1:40.071 | +1.162 |
| 4   | 4  | Герхард Бергер       | Бенетон-Рено      | 1:40.364 | +1.455 |
| 5   | 7  | Мика Хакинен         | Макларън-Мерцедес | 1:40.458 | +1.549 |
| 6   | 2  | Еди Ървайн           | Ферари            | 1:41.005 | +2.096 |
| 7   | 15 | Хайнц-Харалд Френцен | Заубер-Форд       | 1:41.277 | +2.368 |
| 8   | 8  | Дейвид Култард       | Макларън-Мерцедес | 1:41.384 | +2.475 |
| 9   | 3  | Жан Алези            | Бенетон-Рено      | 1:41.562 | +2.653 |
| 10  | 12 | Мартин Брандъл       | Джордан-Пежо      | 1:41.600 | +2.691 |
| 11  | 11 | Рубенс Барикело      | Джордан-Пежо      | 1:41.919 | +3.010 |
| 12  | 9  | Оливие Панис         | Лижие-Муген-Хонда | 1:42.206 | +3.297 |
| 13  | 14 | Джони Хърбърт        | Заубер-Форд       | 1:42.658 | +3.749 |
| 14  | 18 | Укио Катаяма         | Тирел-Ямаха       | 1:42.711 | +3.802 |
| 15  | 19 | Мика Сало            | Тирел-Ямаха       | 1:42.840 | +3.931 |
| 16  | 10 | Педро Диниз          | Лижие-Муген-Хонда | 1:43.196 | +4.287 |
| 17  | 17 | Йос Верстапен        | Футуърк-Харт      | 1:43.383 | +4.474 |
| 18  | 20 | Педро Лами           | Минарди-Форд      | 1:44.874 | +5.965 |
| 19  | 16 | Рикардо Росет        | Футуърк-Харт      | 1:45.412 | +6.503 |
| НКл | 21 | Джовани Лаваджи      | Минарди-Форд      | 1:46.795 | +7.886 |

### Състезание
| Поз | No | Пилот                | Конструктор       | Обиколки | Време/Отпадане    | Място | Точки |
| --- | -- | -------------------- | ----------------- | -------- | ----------------- | ----- | ----- |
| 1   | 5  | Деймън Хил           | Уилямс-Рено       | 52       | 1:32:33.791       | 2     | 10    |
| 2   | 1  | Михаел Шумахер       | Ферари            | 52       | + 1.883           | 3     | 6     |
| 3   | 7  | Мика Хакинен         | Макларън-Мерцедес | 52       | + 3.212           | 5     | 4     |
| 4   | 4  | Герхард Бергер       | Бенетон-Рено      | 52       | + 26.526          | 4     | 3     |
| 5   | 12 | Мартин Брандъл       | Джордан-Пежо      | 52       | + 67.120          | 10    | 2     |
| 6   | 15 | Хайнц-Харалд Френцен | Заубер-Форд       | 52       | + 81.186          | 7     | 1     |
| 7   | 9  | Оливие Панис         | Лижие-Муген-Хонда | 52       | + 84.510          | 12    |       |
| 8   | 8  | Дейвид Култард       | Макларън-Мерцедес | 52       | + 85.233          | 8     |       |
| 9   | 11 | Рубенс Барикело      | Джордан-Пежо      | 52       | + 101.065         | 11    |       |
| 10  | 14 | Джони Хърбърт        | Заубер-Форд       | 52       | + 101.799         | 13    |       |
| 11  | 17 | Йос Верстапен        | Футуърк-Харт      | 51       | + 1 Об.           | 17    |       |
| 12  | 20 | Педро Лами           | Минарди-Форд      | 50       | + 2 Об.           | 18    |       |
| 13  | 16 | Рикардо Росет        | Футуърк-Харт      | 50       | + 2 Об.           | 19    |       |
| Отп | 2  | Еди Ървайн           | Ферари            | 39       | Инцидент          | 6     |       |
| Отп | 18 | Укио Катаяма         | Тирел-Ямаха       | 37       | Двигател          | 14    |       |
| Отп | 6  | Жак Вилньов          | Уилямс-Рено       | 36       | Колело            | 1     |       |
| Отп | 19 | Мика Сало            | Тирел-Ямаха       | 20       | Двигател          | 15    |       |
| Отп | 10 | Педро Диниз          | Лижие-Муген-Хонда | 13       | Завъртане         | 16    |       |
| Отп | 3  | Жан Алези            | Бенетон-Рено      | 0        | Завъртане         | 9     |       |
| НКв | 21 | Джовани Лаваджи      | Минарди-Форд      |          | Не се квалифицира | 20    |       |

## Класиране след състезанието
| Поз | Пилот           | Точки |
| --- | --------------- | ----- |
| 1   | Деймън Хил      | 97    |
| 2   | Жак Вилньов     | 78    |
| 3   | Михаел Шумахер  | 59    |
| 4   | Жан Алези       | 47    |
| 5   | Мика Хакинен    | 31    |
| 6   | Герхард Бергер  | 21    |
| 7   | Дейвид Култард  | 18    |
| 8   | Рубенс Барикело | 14    |
| 9   | Оливие Панис    | 13    |
| 10  | Еди Ървайн      | 11    |

| Поз | Конструктор       | Точки |
| --- | ----------------- | ----- |
| 1   | Уилямс-Рено       | 175   |
| 2   | Ферари            | 70    |
| 3   | Бенетон-Рено      | 68    |
| 4   | Макларън-Мерцедес | 49    |
| 5   | Джордан-Пежо      | 22    |
| 6   | Лижие-Муген-Хонда | 15    |
| 7   | Заубер-Форд       | 11    |
| 8   | Тирел-Ямаха       | 5     |
| 9   | Футуърк-Харт      | 1     |
| 10  | Минарди-Форд      | 0     |